# Harry's
Pour la marque de viennoiserie et de pâtisserie industrielle, voire Harrys.
Harry's est une compagnie de produits de rasage basée à New York et offre exclusivement ses produits dans une boutique en ligne et dans un salon de rasage dans la même ville. La compagnie a débuté ses activités en 2013 avec 35 employés et en janvier 2014, soit à peine dix mois après, les propriétaires ont acquis une usine vieille de 93 ans pour 100 millions de dollars et emploient à ce jour environ 427 employés aux États-Unis et en Allemagne. La compagnie propose une alternative peu coûteuse aux produits de Procter & Gamble qui domine ce marché à plus de 70 % à travers le monde. Les lames de rasoirs de Harry's coûtent en moyenne 2 $ chacun, alors que la moyenne d'une seule lame de Gillette coûte environ 4,50 $ chacun. Selon un article de Business Insider publié en 2015, la compagnie Harry's aurait jusqu'à un million de membres alors que son concurrent Dollar Shave Club (en) a atteint au même moment environ 2 millions de membres. Selon un article de Associated Press publié en 2018, la compagnie Harry's aurait 6 millions de clients en Amérique du Nord et a connu une croissance de 70% entre 2017 et 2018.

## Autres sources
- (en) John Koblin, « Investors Bet Big on Harry’s, the Warby Parker of Shaving », The New York Times,‎ 3 décembre 2014 (lire en ligne).
- (en) Michhael J. de la Merced, « Men’s Shaving Start-Up Raises $75.6 Million », The New York Times,‎ 7 juillet 2015 (lire en ligne).
- (en) Marco della Cava, « Change Agents: Harry's has shaving in a lather », USA Today,‎ 10 juin 2014 (lire en ligne).